# Most nad Dunajem w Deggenau
Most nad Dunajem w Deggenau (niem.: Donaubrücke Deggenau) – most autostradowy nad Dunajem, w ciągu autostrady A3 w Niemczech o długości 848 m.
Znajduje się w dzielnicy Deggenau miasta Deggendorf, pomiędzy węzłem autostradowym Deggendorf i węzłem drogowym Hengersberg. Został zbudowany w latach 1970-1975.
Most składa się z dwóch części. Pierwsza to konstrukcja strunobetonowa o długości 412,5 m, a druga to most wantowy o długości 435 m.